# Maliattha vitiensis
Maliattha vitiensis là một loài bướm đêm trong họ Noctuidae.